# 52-я стрелковая дивизия (1-го формирования)
52-я стрелковая дивизия (52 сд) — формирование (стрелковая дивизия, соединение) РККА ВС СССР в Великой Отечественной войне

## История
Стрелковая дивизия формировалась в период май — август 1935 года в Московском военном округе (МВО). Место дислокации при формировании: Ярославская область, Гороховецкие лагеря. По формированию части дислоцировались: штаб дивизии, 154 сп, 52 ап, батальон связи, развед. дивизион и спец части — г. Ярославль; 155 сп — г. Рыбинск; 156 сп — г. Ростов-Ярославский.
В действующей армии:
- 13.08.1939 — 08.10.1939 года; (освобождение Западной Белоруссии и Украины)
- 30.11.1939 — 13.03.1940 год; (Советско-Финская война)
- с 22 июня 1941 по 26.12.1941 года.

Дивизия участвовала в Польской кампании 1939 года, в ходе которой понесла потери в бою под Шацком.
2 октября 1939 года соединение было в составе 15-го стрелкового корпуса 5-й армии Украинского фронта. Позже в БОВО.
Прибыла в Ленинградский военный округ (ЛВО). 52 сд в составе 14-й армии участвовала в Зимней войне 1939—1940 годов, причём в последней дивизия продвинулась глубже всех на территорию Финляндии, понеся при этом наименьшие потери (63 человека).
21 июня 1941 года 52-я стрелковая дивизия, полки которой дислоцировались в Мурманске, Мончегорске и Кировске ЛВО, была поднята по тревоге, и ей было приказано быть в готовности марш-броском выдвинуться к госгранице с задачей прикрыть мурманское направление.
На 22 июня 1941 года дивизия дислоцировалась в городах Мурманск (управление, Н-ский стрелковый полк, ?), Мончегорск (Н-ский стрелковый полк, ?, 62-й отдельный разведывательный батальон), Кировск (Н-ский стрелковый полк, ?, ?), составляя второй эшелон 14-й армии ЛВО.
С 26 июня 1941 года началась переброска формирований сд в Мурманск по железной дороге и далее в полном составе, через Кольский залив. При переправе понесла первые потери от авианалёта. К началу июля 1941 года сд вышла на рубеж реки Западная Лица (см. «Долина славы») и с 2 июля 1941 года вела бои на этом рубеже, где 17.10.1941 года враг был остановлен и фронт стабилизировался до осени 1944 года. Один из батальонов соединения 6 июля 1941 года был высажен в составе морского десанта в губе Большая Западная Лица.
26.12.1941 года за боевые отличия, мужество и отвагу личного состава формирования 52-я стрелковая дивизия (1-го формирования) была награждена почётным званием «гвардейская» и преобразована в 10-ю гвардейскую стрелковую дивизию.

## В составе
| Дата       | Фронт (округ)                                    | Армия      | Примечания                                                   |
| ---------- | ------------------------------------------------ | ---------- | ------------------------------------------------------------ |
| 22.06.1941 | Ленинградский военный округ                      | 14-я армия | с 24.06.1941 — Северный фронт                                |
| 01.07.1941 | Северный фронт                                   | 14-я армия | —                                                            |
| 10.07.1941 | Северный фронт                                   | 14-я армия | —                                                            |
| 01.08.1941 | Северный фронт                                   | 14-я армия | с 23.08.1941 какое-то время входила в 42-й стрелковый корпус |
| 01.09.1941 | Карельский фронт                                 | 14-я армия | —                                                            |
| 01.10.1941 | Карельский фронт (Мурманская оперативная группа) | 14-я армия | —                                                            |
| 01.11.1941 | Карельский фронт (Мурманская оперативная группа) | 14-я армия | —                                                            |
| 01.12.1941 | Карельский фронт (Мурманская оперативная группа) | 14-я армия | —                                                            |

## Состав

### 1939—1940
- управление;
- 58-й стрелковый полк[2] (58 сп);
- 112-й стрелковый полк[2] (112 сп);
- 205-й стрелковый полк[2] (205 сп);
- 158-й артиллерийский полк[2] (158 ап), был придан[3];
- 208-й гаубичный артиллерийский полк[2] (158 гап), был придан[3];
- 349-й отдельный танковый батальон[2];
- 62-й отдельный разведывательный батальон (62 орб), семь единиц БА-10 и три единицы БА-3[2];

### 25.12.1941
- управление;
- 58-й стрелковый полк (58 сп);
- 112-й стрелковый полк (112 сп);
- 205-й стрелковый полк (205 сп);
- 158-й артиллерийский полк (158 ап);
- 208-й гаубичный артиллерийский полк (158 гап), переформирован в 73-й артиллерийский полк (73 ап) 01.11.1941);
- 54-й отдельный истребительно-противотанковый дивизион;
- 314-й отдельный зенитный артиллерийский дивизион (314 озенадн);
- 62-й отдельный разведывательный батальон (62 орб);
- 29-й отдельный сапёрный батальон (29 осапб);
- 7-й отдельный батальон связи (7 обс);
- 37-й отдельный медико-санитарный батальон (29 омсб);
- 61-й отдельный автотранспортный батальон (29 оатб);
- 191-я полевая хлебопекарня;
- 42-й дивизионный ветеринарный лазарет;
- 141-я дивизионная ремонтная мастерская;
- 105-я полевая почтовая станция;
- 201-я полевая касса Госбанка.

В августе 1941 года в состав дивизии входил 116-й строительный батальон Северного флота

## Командиры
- Даненберг, Евгений Евгеньевич (август 1935 — февраль 1937)
- Добросердов, Константин Леонидович (февраль 1937 — февраль 1938

- Руссиянов, Иван Никитич (февраль 1938 — октябрь 1939)

- Никишин, Николай Николаевич[4] (29.11.1939 — 09.07.1941), комбриг, с 04.06.1940 генерал-майор
- Вещезерский, Георгий Александрович (09.07.1941 — 01.10.1941), полковник
- Пашковский, Михаил Казимирович (02.10.1941 — 26.12.1941), полковник

## Воины дивизии
| Награда | Ф. И.О                        | Должность                                           | Звание            | Дата награждения | Примечания |
| ------- | ----------------------------- | --------------------------------------------------- | ----------------- | ---------------- | ---------- |
|         | Торцев, Александр Григорьевич | Заместитель командира роты 112-го стрелкового полка | младший лейтенант | 22.03.1943       | посмертно  |

## Известные люди, связанные с дивизией
- Алексеев, Иван Иванович — в 1934—1935 годах заместитель командира дивизии. Впоследствии советский военачальник, генерал-майор.
- Полторжицкий, Бронислав Иосифович —  с мая 1935 года по ноябрь 1936 года начальник штаба дивизии. Впоследствии советский и польский военачальник, генерал-лейтенант Советской Армии и генерал дивизии Войска Польского.
- Выдриган, Захарий Петрович  —  с мая 1935 года по февраль 1937 года помощник командира по строевой части 156-го стрелкового полка. Впоследствии советский военачальник, генерал-майор.
- Корочкин, Александр Алексеевич — с апреля 1938 года по ноябрь 1940 года  командир 52-го артиллерийского полка, участвовал в походе Красной армии в Западную Белоруссию и в советско-финляндской войне 1939-1940 гг. Впоследствии советский военачальник, генерал-майор.
- Худалов, Харитон Алексеевич  — с октября 1940 года командовал 62-м отдельным разведывательным батальоном, С 15 июля он вступил в командованием 58-м стрелковым полком дивизии, который вёл бои в отрыве от основных сил (до 25 км). В течение 6 — 8 суток он сражался с подразделениями 137-го горно-егерского полка противника, имея задачу не допустить его продвижения вдоль побережья Баренцева моря. В дальнейшем до марта 1942 года полк держал оборону на занимаемом рубеже. В декабре 1941 года за боевые отличия, мужество и отвагу личного состава дивизия была преобразована в гвардейскую, а полк — в 28-й гвардейский. Впоследствии советский военачальник, генерал-лейтенант.
- Головинчин, Михаил Александрович — с сентября 1941 по июль 1942 года (в том числе и после её переименования в 10-ю гвардейскую стрелковую дивизию в январе 1942 г.) он был начальником штаба 52-й стрелковой дивизии. Впоследствии советский военачальник, генерал-майор.
- Брендючков, Константин Григорьевич — с октября по декабрь 1941 года воевал  воентехником 1-го ранга в составе отдельной роты связи дивизии. Впоследствии писатель.
- Колосов, Максим Васильевич  —  ноябрь 1940 по март 1941 - начальник АБТС дивизии. Впоследствии советский военачальник, генерал-майор[5].